# 마노촌 (후쿠시마현)
마노촌(真野村)은 후쿠시마현 소마군에 속했던 촌이다. 현재의 미나미소마시 북동부, 조반선 가시마 의 남쪽 일대, 대체로 마노가와강 하류 오른쪽 기슭에 해당한다. 

## 역사
- 1889년 4월 1일 - 정촌제 시행에 의해  데라우촌, 에다루촌, 시오자키촌, 가와코촌, 고지마타촌, 오우치무라, 가라스키촌이 합병해 나메키타군 마노촌이 성립하였다.
- 1896년 4월 1일 - 소속군이 소마군으로 변경되었다.
- 1954년 3월 31일 - 가시마정, 야사와촌, 가미마노촌과 합병해, 새로운 가시마정이 성립하여, 동일 마노촌이 폐지되었다.

## 교통

### 철도
일본국유철도 조반선이 촌을 통과하지만 역은 위치하지 않았다. 가시마 역이 가장 가까운 곳에 위치한다. 

### 도로
- 국도 6호선

## 참고문헌
- 角川日本地名大辞典 7 福島県